# Bundesnetzwerk Bürgerschaftliches Engagement
Das Bundesnetzwerk Bürgerschaftliches Engagement (BBE) ist ein „trisektorales Netzwerk“ von Organisationen aus den Bereichen Zivilgesellschaft (Dritter Sektor), Staat (Bundesministerien, Bundesländer und Kommunen) und Wirtschaft sowie einigen Einzelpersonen.
Das Ziel des BBE ist die nachhaltige Förderung einer aktiven Bürgergesellschaft und die Stärkung des bürgerschaftlichen Engagements in allen Gesellschafts- und Politikbereichen. Das Netzwerk sieht Engagementförderung als eine gesellschaftspolitische Aufgabe an, die sich nicht auf einzelne Engagementfelder beschränkt, sondern sämtliche Gesellschafts- und Politikbereiche umfasst. Eigenverantwortung und Partizipation der Bürger sollen hervorgehoben und gestärkt werden; Freiwilligenarbeit, Selbsthilfe, Ehrenamt, Spenden und Stiften sollen einen höheren Stellenwert in Staat und Gesellschaft bekommen.
Am 12. Juni 2021 hat der Sprecherrat des BBE Engamentpolitische Empfehlungen für ein Regierungsprogramm der 20. Legislaturperiode verabschiedet und veröffentlicht. Zudem organisierte und veröffentlichte das BBE am 26. August 2021 online ein Dossier mit 60 Forderungspapieren anlässlich der Bundestagswahl zur Engagement- und Demokratiepolitik von bundes- bis weltweit agierenden Netzwerken, Vereinen, Verbänden und Stiftungen aus der Zivilgesellschaft (Zivilgesellschaft und Bundestagswahl 2021).

## Gründung und Organisation

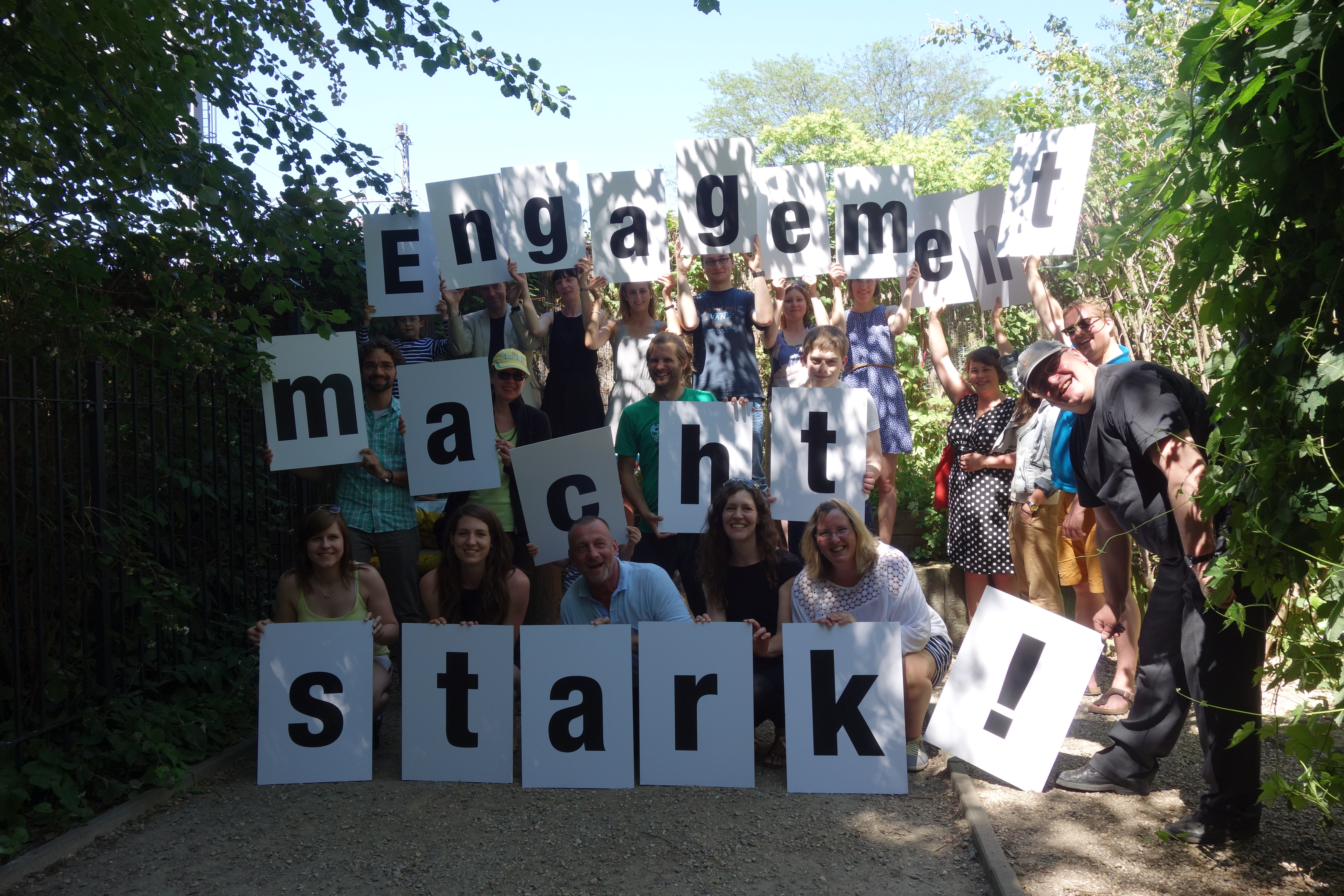
Team des BBE bei der Fotokampagne "Engagement macht stark!"

Das BBE wurde 2002 durch 28 Mitglieder des Nationalen Beirats des von der UNO 2001 ausgerufenen „Internationalen Jahrs der Freiwilligen“ (IJF) gegründet und nahm 2003 seine Arbeit auf. Der erste Vorsitzende des Sprecherrates war von 2003 bis 2015 Thomas Olk. Ihm folgte Thomas Röbke nach, später Rainer Hub.
In den 292 Mitgliedsorganisationen des BBE sind viele Millionen Menschen organisiert. Das BBE verfügt über drei Gremien: Den Sprecherrat (Sprecher*innenrat), den Koordinierungsausschuss und die Mitgliederversammlung.
Höchstes Entscheidungsgremium ist die jährliche Mitgliederversammlung. Sie entscheidet bezüglich der Statuten des Netzwerks; der Gremien und ihrer Besetzung; der Aufnahme neuer Mitglieder; inhaltlicher Schwerpunkte der Arbeit sowie des Haushaltes. 
Der ehrenamtliche Sprecherrat des BBE besteht aus fünf Mitgliedern, wobei drei Sprecher gemeinnützige zivilgesellschaftliche Akteure repräsentieren sollen, eine Person die Bundesländer und eine Person die gewinnorientierte Wirtschaft. 
Der Koordinierungsausschuss (KOA) berät über Strategien der Netzwerkarbeit, er verabschiedet Stellungnahmen und bereitet die jährliche Mitgliederversammlungen vor. Der KOA besteht aus bis zu 40 Personen. Er besteht aus geborenen Mitgliedern bzw. Mitgliedergruppen (zum Beispiel ein Vertreter der Kirchen), frei auf der Mitgliederversammlung gewählte Mitglieder sowie den Leitungen der Arbeitsgruppen, die in den Arbeitsgruppen des BBE gewählt werden.
Das BBE ist als nicht eingetragener Verein organisiert. Die Geschäftsstelle besteht als gemeinnützige GmbH und beschäftigt im September 29 Angestellte und eine freie Mitarbeiterinnen.

## Arbeitsgruppen und Projekte
Die Facharbeit des BBE ist themenorientiert und findet in Arbeitsgruppen und Projekten statt. Die Anzahl der Arbeitsgruppen ist satzungsgemäß auf maximal 10 AG begrenzt, die alle drei Jahre mit einer mehrjährigen Agenda von der MV offiziell beschlossen werden. Zudem können Themenpaten für einzelne Themenbereiche ernannt werden, die als Experten gelten. Die 19. Mitgliederversammlung (MV) des BBE hat am 24. November 2018 für drei Jahre die Einsetzung von sieben Themenfeldern mit Arbeitsgruppen (AG), sieben AG-übergreifenden Themenfeldern und einem übergreifenden Themenfeld mit Beauftragung durch den BBE-Sprecherrat beschlossen. Die Arbeitsgruppen, Gremien und Themenpaten und Themenpatinnen werden von der Geschäftsstelle des BBE als Dienstleisterin des Netzwerks unterstützt. Darüber hinaus führt die Geschäftsstelle für das BBE inhaltliche, engagementpolitische Projekte durch.
Neben kurzfristigen, ein- oder zweijährigen Projekten handelt es sich auch um langfristige Projekte. Projekte werden in unterschiedliche Förderkonstellationen mit Zivilgesellschaft, Bundesregierung und Wirtschaftsunternehmen durchgeführt.
Seit 2004 veranstaltet das BBE die Woche des bürgerschaftlichen Engagements. Damit will das Netzwerk zur Entwicklung und Stärkung der Anerkennungskultur des bürgerschaftlichen Engagements beitragen. Die Woche des bürgerschaftlichen Engagements vom 20. bis 30. September 2024 hat den Themenschwerpunkt Nachhaltig engagiert. Die Grundfinanzierung stellt das BMFSFJ zur Verfügung, wechselnde Ergänzungsfinanzierungen ergeben sich aus Themenpartnerschaften.
Von 2005 bis 2020 wurde zusammen mit dem Wirtschaftsunternehmen BP die Civil Academy zur Förderung von jungem Engagement durchgeführt.
Seit 2016 unterstützt das BBE Paten, Mentoren und Lotsen im BMFSFJ-Programm Menschen stärken Menschen durch Vernetzungstreffen der Träger, einen jährlichen Fachkongress und die Aktion #tandemtage, um den Wissenstransfer und die Vernetzung der Träger der Patenschaften zu fördern.
Seit 2018 ist das BBE an der Digitalen Nachbarschaft von Deutschland sicher im Netz beteiligt, durch die die Teilnehmenden befähigt werden sollen, Chancen der Digitalisierung für ihren Verein zu nutzen und sich sicher im Netz zu bewegen.
Seit 2020 ist das Programmbüro der Engagierten Stadt beim BBE angesiedelt. Dieses seit 2015 bestehende Projekt ist damit in eine Phase der Erweiterung auf 100 Engagierte Städte gegangen.
Seit 2020 führt das BBE das Forum Digitalisierung und Engagement – Digital. Souverän. Engagiert durch, um die „politische Sprechfähigkeit der Zivilgesellschaft“ bei diesem Thema zu stärken.
Seit 2021 läuft das Programm Engagiert für Klimaschutz, gefördert durch die Stiftung Mercator.